# کارل یولیوس بلوخ

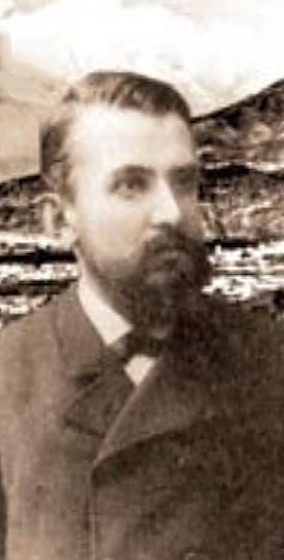
کارل یولیوس بلوخ

کارل یولیوس بلوخ (به آلمانی: Karl Julius Beloch) (متولد ۱۸۵۴ مرگ ۱۹۲۹ میلادی) تاریخ نگار اهل آلمان در زمینهٔ تاریخ اقتصاد بود. بلوخ برای بررسی‌های انتقادی از تاریخ کلاسیک یونان و روم شهرت دارد.